# 高野千恵
高野 千恵（たかの ちえ、1982年3月16日 - ）は、日本の女性歌手である。所属レーベルはアスタエンタテインメント（販売元：ユニバーサルミュージック）。所属事務所はオウパス。
新潟県十日町市出身。2007年6月20日にシングル「海と潮風」でメジャーデビュー。東京と地元の新潟を中心に多数のLIVEやEVENTで活動していたが、2013年12月31日をもって音楽活動を休止している。

## ディスコグラフィー

### シングル
1. 海と潮風（2007年6月20日）POCE-3227
  1. 海と潮風
  2. ふたりのうた
2. さくら（2008年2月13日）POCE-3300
  1. さくら
  2. たとえ離れていても
  3. さくら(Acoustic ver.)
  4. さくら(Vocal less ver.)
  5. たとえ離れていても(Vocal less ver.)
3. キズナ（2008年7月23日）POCE-3248
  1. キズナ
  2. Crazy Sunny Summer
  3. キズナ(Vocal less Ver.)
4. 空色(2008年10月22日）POCE-3256
  1. 空色
  2. ダイジョウブ
5. 真夏の太陽（2009年8月19日）POCE-3269
  1. 真夏の太陽
  2. FLY

### アルバム
1. たからもの（2008年9月24日）POCE-3252
  1. Introduction
  2. LUCKY GIRL
  3. いつか
  4. 海と潮風(Album ver.)
  5. ありのままの僕でありたい
  6. キズナ
  7. 風の詩
  8. さくら
  9. デイジー
  10. GLEAM
  11. SEASON
  12. Crazy Sunny Summer(Album ver.)

### カヴァー・アルバム
1. Summer Collection（2009年7月22日）POCE-3266
  1. コバルト・アワー
  2. Morning Glory
  3. 風になりたい
  4. 夏のクラクション
  5. セクシー・ユー（モンロー・ウォーク）
  6. September
2. Winter Collection（2009年12月9日）POCE-3272
  1. 12月の雨
  2. 遠い街のどこかで…
  3. 氷の世界
  4. 真夜中のドア〜Stay With Me
  5. サボテンの花
  6. 恋人がサンタクロース

### 参加作品
1. 80’S HIT PARADE VOL.1（2007年7月25日）
恋におちて -Fall in love-